# Mikor én még legény voltam
A Mikor én még legény voltam magyar népdal. Az ismeretlen eredetű szöveget és dallamot Erdélyi János párosította össze.
A dal a Parlagi Jancsi című darabban hangzott el 1837. október 15-én a Nemzeti Színházban. A német színművet Kovacsóczy Mihály fordította magyarra.
Feldolgozás:
| Szerző       | Mire    | Mű                                    |
| ------------ | ------- | ------------------------------------- |
| Liszt Ferenc | zongora | IX. magyar rapszódia (Pesti karnevál) |

## Kotta és dallam
| Mikor én még legény voltam, a kapuba kiállottam, egyet, kettőt kurjantottam, mindjárt tudták, hogy én voltam. | De mióta házas vagyok, A kapuba kiállhatok, Akárhányat kurjanthatok, Mégse tudják, hogy én vagyok. |

## Felvételek
- El kéne indulni, Mikor én még legény voltam. Énekel: Faragó Csaba  YouTube (2012. április 7.)  (Hozzáférés: 2016. február 22.) (videó) 3:05-től.
- Mikor még én legény voltam. Énekel: Sándor Bálint  YouTube (2016. február 7.)  (Hozzáférés: 2016. február 22.) (audió)
- Mikor én még legény voltam. Énekel: Kolostyák Gyula  YouTube (2015. február 15.)  (Hozzáférés: 2016. február 22.) (videó)